# Liceul Teoretic "Alexandru Marghiloman"
Liceul Teoretic de Informatica „Alexandru Marghiloman" din Buzău, este situat în județul Buzău, fondat în anul 1973.

## Istoria liceului
Liceul Teoretic de Informatică „Alexandru Marghiloman" a fost înființat în anul 1973, fiind patronat de Intreprinderea de Utilaj Terasier Buzău, actuala ”ROTEC”-S.A sub denumirea de Liceul Industrial Nr.1. Din acel an, liceul și-a diversificat profilurile si dezvoltat, îmbogatind-uși baza materială, ajungând în anul 1990 la 50 de clase. fiind unul dintre cele mai importante licee din Municipiul Buzau. În anul 1990, printr-un ordin semnat de prim-ministru de atunci, Petre Roman, baza materială a liceului a fost cedată Ministrului de Interne care a infiintat Liceul de Poliție “Neagoe Basarab”, activitatea liceului desfășurându-se în internatul școlii. Din 1993, sub denumirea de Grupul Școlar Construcții de Mașini, Buzău și-a reluat activitatea practică de la zero, într-un nou local, îngrijit din exterior dar cu multe neajunsuri manifestate în munca de zi cu zi. Începand din acest an, liceul și-a imbunatatit baza materială pentru profilul de informatică, și a atras elevii printr-o popularizare corespunzătoare a planului de școlarizare incluziv pentru meseriile mai puțin căutate. Deoarece baza materială pentru profilul tehnologic era necorespunzătoare și in condițiile de austeritate bugetară lipseau posibilitățile de îmbunatatire a ei, s-au facut demersuri pentru transformarea liceului de profil tehnologic in liceu teoretic si pentru personalizarea lui s-a obtinut aprobarea forumutilor superioare de schimbare a numelui. Totodată am facut demersuri pentru aprobarea a doua clase de a-V-a, avand ca perspective realizarea unor unitati scolare cu clasele V-XII. In acest fel in anul 2000 GRUPUL SCOLAR CONSTRUCTII DE MASINI BUZAU s-a transformat in LICEUL TEORETIC “ALEXANDRU MARGHILOMAN ”. Transformare care s-a dovedit a fi una de structura nu de nume, iar de la 1 septembrie 2023 poarta denumirea de Liceul Teoretic de Informatica „Alexandru Marghiloman”. 

## E.C.D.L.
Liceul Teoretic de Informatica „Alexandru Marghiloman” este acreditat din anul 2004 ca centru de examen E.C.D.L. Nr. 277

## Absolvenți
Acest liceu a fost onorat de prezenta unor absolventi notabili, precum Alexandru Preda.